# Боинешти (Сату Маре)
Боинешти (рум. Boinești) насеље је у Румунији у округу Сату Маре у општини Биксад. Oпштина се налази на надморској висини од 171 m.

## Становништво
Према подацима из 2002. године у насељу је живело 1706 становника.

### Попис2002.
| Расподела становништва по националности 2002.‍ | Расподела становништва по националности 2002.‍ | Расподела становништва по националности 2002.‍ | Расподела становништва по националности 2002.‍ | Расподела становништва по националности 2002.‍ |
| --------------------------------------------- | --------------------------------------------- | --------------------------------------------- | --------------------------------------------- | --------------------------------------------- |
|                                               |                                               |                                               |                                               |                                               |
| Румуни                                        | Румуни                                        |                                               | 1.615                                         | 94,8%                                         |
| Роми                                          | Роми                                          |                                               | 50                                            | 2,9%                                          |
| Словаци                                       | Словаци                                       |                                               | 39                                            | 2,3%                                          |